# Álvaro Carbone
Enrique Álvaro Carbone Rico (Montevideo, 12 de julio de 1950 - 16 de diciembre de 1995) fue un político uruguayo perteneciente al Partido Nacional.

## Biografía
Casado con Cristina Reyes Escudero, tuvo un hijo, Leandro.
De profesión abogado, desde muy joven militó en filas nacionalistas. En 1991, durante el gobierno de Luis Alberto Lacalle, asume como diputado en su carácter de suplente del fallecido Héctor Martín Sturla. Posteriormente pasa a desempeñarse como Ministro de Trabajo y Seguridad Social.
En las elecciones de 1994 acompaña la candidatura a la Presidencia de Juan Andrés Ramírez, encabezando una lista a la Cámara de Diputados; resulta elegido diputado y también Senador suplente. Fallece un año después.

## Homenajes
En 2005, a 10 años de su fallecimiento, tanto el Senado como la Cámara de Representantes le rindieron homenaje.
En 2010, la Junta Departamental descubrió una placa en su homenaje.